# Унда (река)
Унда́ — река в Забайкальском крае России. Правый приток Онона.
Берёт начало в восточных отрогах хребта Кукульбей на высоте около 1000 м над уровнем моря. Впадает в реку Онон в 57 км от устья. Длина — 273 км. Площадь водосбора — 9170 км². Среднегодовой сток в устье — 0,833 км³. Ледовый покров обычно устанавливается в конце октября—начале ноября, разрушается в конце апреля. Продолжительность ледостава 160—200 дней. Толщина льда достигает 125—130 см. Река перемерзает.
Унда имеет более 130 притоков. Наиболее крупные: Талангуй, Туров, Калангуй. В бассейне реки находится 289 озёр.
На отдельных участках река пригодна для плавания моторных лодок. На берегах расположены город Балей, сёла Шелопугино, Ундино-Поселье, Подойницыно и другие.

## Топографические карты
- Лист карты M-50-III Балей. Масштаб: 1 : 200 000. Указать дату выпуска/состояния местности.
- Лист карты M-50-IV Шелопугино. Масштаб: 1 : 200 000. Указать дату выпуска/состояния местности.
- Лист карты M-50-X Александровский Завод. Масштаб: 1 : 200 000. Указать дату выпуска/состояния местности.